# Antarktična ledna krokodilka
Antarktična ledna krokodilka (znanstveno ime Champsocephalus gunnari), je morska riba iz družine Channichthyidae, ki je razširjena samo v Južnem oceanu.
Zaradi pretiranega izlova je Organizacija Združenih narodov za prehrano in kmetijstvo vrsto razglasila za ogroženo..